# ロックマン (ゲーム)
『ロックマン』（ROCKMAN、英：Mega Man）は、1987年12月17日に日本のカプコンから発売されたファミリーコンピュータ用横スクロールアクションゲーム。同社の『ロックマンシリーズ』の第1作目である。
主人公のロックマンを操作し、ライト博士が開発したロボットを悪用している悪の天才科学者・Dr.ワイリーを倒して世界を救出することを目的としたゲーム。ゲーム開始時にステージが選択できることや、各ステージに個性的なボスが存在することを特徴としている。6つの選択ステージと、それをすべてクリアした後に現れる4つのステージの、計10ステージで構成される。
開発はカプコン第2企画室が行い、開発スタッフはディスクシステム用ソフト『セクションZ』（1987年）を手掛けた北村玲がゲーム・デザイン、アーケードゲーム『ストリートファイター』（1987年）を手掛けた西山隆志がプロデューサー、松前真奈美が音楽を担当した。
いくつかの家庭用ゲーム機に移植されている（後述）他、2003年以降は携帯電話ゲームとして配信された。また、バーチャルコンソール対応ソフトとして2007年にWii、2012年にニンテンドー3DS、2013年にWii U用としてそれぞれ配信された。
本項では特に断りがない限りファミリーコンピュータ版（FC版）の仕様について記す。

## ストーリー
200X年、ロボットと人間が共存する時代。ある日のこと、工業用ロボット製作の第一人者であるライト博士のところへ、博士自身が開発したロボットたちが次々に暴れ出したという情報が入った。
ライト博士は、世界征服を企む悪の天才科学者・Dr.ワイリーの仕業であると気づいたが、あまりに突然の出来事を前になすすべがなかった。ライト博士に作られた家庭用のお手伝いロボット「ロック」は事態の解決のため、自分を戦闘用ロボットに改造するようライト博士に懇願する。やむを得ず彼の決意を受け入れ、ライト博士はロックを改造して戦闘用ロボット「ロックマン」に生まれ変わらせた。
世界平和を願う優しい心を持つロックマンは、Dr.ワイリーの野望を阻止するため、そしてワイリーに手駒として利用されている兄弟ロボットたちを救うために、戦いの場へと旅立つのであった。

## ゲーム内容

### 本作独自の仕様
- スコアの概念があり、全ての敵に撃破スコアが設定されている他、スコア獲得用のアイテムも存在する。
- 敵からダメージを受けると一定時間無敵状態になるが、トゲ型（三角形）のトラップだけは、その間でも触れるとミスになる。
- ステージの途中に置いてあるアイテムは、画面をスクロールさせるだけで復活する。一部復活しないアイテムもあるが、ミスをしてやり直した際には復活する。
- 1度クリアしたステージに再度挑戦したときもボスとは再度戦闘になる。
- ボスには無敵時間があり、ダメージを与えるとボス本体の体が点滅し、ダメージを与えられなくなる
- 本作における水中での挙動は「動きが鈍る」だけであり、ジャンプ力に変化は無い。ジャンプ力が増すようになったのは『ロックマン2』からである。
- ジャンプからの落下は速度が徐々に増していく。ただし、リフトやリフト代わりに上に乗れる敵キャラ、およびマグネットビームは上に乗っている間も落下している判定となっているため、ジャンプせずにリフトを降りる・もしくはダメージを受けて踏み外すと最高速で一気に落下する。
- 本作のみ、セレクトボタンでポーズをかけることができる。これを利用した裏技も存在する。ポーズ中は敵ボスキャラクターの無敵時間が進むためタイミングよく押せば続けてダメージを与えることができる。
- バスターが効かない状態、あるいは元々効かない敵にバスターを撃っても弾かれず、そのまま弾が消滅する。
- パスワードやセーブがなく、電源を切った後の再開ができない（PlayStation版や携帯アプリ版ではセーブが存在する）。
- エンディング終了後にスタートボタンを押すと、スコアを受け継いだままワイリーステージが選択可能な状態のステージセレクト画面に戻り、ゲームを続行できる。ただし難易度の上昇などはない（PS版ではタイトル画面に戻るため、廃止された）。

上記の中で、スコア制と、クリアしたステージの再選択時にボスと再度戦えるといった要素は、携帯アプリ版のロックマンシリーズの全てに適用されている。

### 特殊武器
今作の特殊武器は全て敵を貫通する仕様になっている。また、マグネットビームを除いて画面内には最大1発までしか発射できない。
ローリングカッター（Rolling Cutter） （C） - カットマンを撃破 - 消費エネルギー（1）
セラミカルチタン製のハサミ形カッターを投げつける。カッターは前方へ楕円状の軌道で飛び、ブーメランのようにロックマンの手元に戻ってくる。ブーメランの性能を持っているが、作中に出てくる盾を持っているジョーやピッケルマンといった敵キャラに後ろからローリングカッターをあててもダメージを与えられない。

スーパーアーム （Super Arm） （G） - ガッツマンを撃破 - 消費エネルギー（2）
腕力を強化して特定のブロックを持ち上げ、投げつける。持ち上げが可能なブロックに接触するとブロックが点滅し、その状態でボタンを押すことでブロックを持ち上げ、再度ボタンを押すことでそのブロックを投げつける。投げたブロックは浅い放物線を描いて飛び、敵や地形に接触することでさらに4つの破片が拡散して飛ぶ（地形に接触させて投げた場合は即座に破片が飛ぶ）。ブロックを持ち上げたまま移動やジャンプも可能だが、ハシゴを掴むことはできない。攻撃の他、進行を妨げるブロックの除去にも利用可能。ブロックがない場所では能力を発揮できない。
設定では、使用中は力の加減ができないため、握手ができないという。
『大乱闘スマッシュブラザーズ for Nintendo 3DS/Wii U』では、ロックマンのつかみ攻撃として使用できる。

アイススラッシャー（Ice Slasher） （I） - アイスマンを撃破 - 消費エネルギー（1）
前方に-200℃の冷気を発射する武器。他の武器とは異なり、基本的にダメージは与えられないが、命中した敵の動きを一定時間止めることができ、動きを止めている間に他の武器にチェンジして攻撃することも可能。また、一定時間火柱を凍らせて足場にすることができる。
『大乱闘スマッシュブラザーズ for Nintendo 3DS/Wii U』では、ロックマンの横必殺ワザのカスタマイズの一つとして登場する。

ハイパーボム（Hyper Bomb） （B） - ボンバーマンを撃破 - 消費エネルギー（2）
不要建造物破壊用の爆弾を前方に投げつける武器。爆弾は短い飛距離を放物線状に飛び、着弾すると数回バウンドした後に静止し、その後爆発して周囲の敵を攻撃する。
威力は高いが、ダメージは爆風にのみ発生するため、爆弾自体ではダメージを与えることができず、投げてから爆発するまでに数秒のタイムラグが存在する。接触爆発などはないため、投げたらどんな状況であろうと爆発するのに数秒かかる。
『大乱闘スマッシュブラザーズ for Nintendo 3DS/Wii U』では、ロックマンの通常必殺ワザのカスタマイズの一つとして登場する。

ファイヤーストーム（Fire Storm） （F） - ファイヤーマンを撃破 - 消費エネルギー（1）
前方に1発の火炎弾を発射、それと同時にロックマンの周囲に1発の火の玉が瞬間的に高速回転する武器。近づいた敵も迎撃可能な攻防一体の使用が可能だが、敵弾を防ぐことはできない。
後の作品のシールドシステム（ロックマンの周囲を回転するタイプの特殊武器）の原型という設定。

サンダービーム（Thunder Beam） （E） - エレキマンを撃破 - 消費エネルギー（1）
高圧電流ビームを前方と真上下の3方向に同時発射する。発射されたビームは波状に進むため攻撃範囲が広く、特定のブロック（スーパーアームで持ちあげられるもの）を破壊することも可能。
『X Dive』では、ロックマン（サンダービーム）の名称で登場し、2021年5月5日に実装された。本作と同様の攻撃と『ロックマン&フォルテ』の同様の「ライトニングボルト」のアクティブスキルを持つ。

マグネットビーム（Magnet Beam） （M） - 特定のステージにてアイテムを入手 - 消費エネルギー（2）
足場として乗ることが可能な磁力ビームを発射する。攻撃力はなく、純粋な移動用の武器。ビームの長さはボタンを押す長さで調節可能で、長さを問わず消費エネルギーは一定である。画面内に最大3発まで生成可能で、生成してから一定時間が経過すると消滅する。ワイリーステージにはこれを使用しないと進めない箇所が存在するため、必然的に入手が必須となる。
なお、この武器で生成した足場からジャンプせずに降りたり、乗った状態のままビームが消滅すると、崖から落下した際の状況と同じように、ロックマンが突然最高の速度で落下する仕様となっている。

### アイテム
ライフエネルギー（小 / 大）
ライフエネルギーを回復。小はゲージ2目盛り分、大はゲージ10目盛り分回復する。

武器エネルギー（小 / 大）
武器エネルギーを回復。小はゲージ2目盛り分、大はゲージ10目盛り分回復する。

ボーナスボール
ステージクリア時に、取った個数×1000点のボーナススコアを得られる（取ったその場では加算されず。またゲームオーバー時はクリア前に取った個数はリセットされる）。

1UP
残機が1つ増える。

弥七（ヤシチ）
風車の形をした、『ロックマン』以外の『1942』、『ソンソン』、『魔界村』などのカプコンのゲームにも頻出するキャラクター。
本作ではライフエネルギーゲージと全ての武器エネルギーゲージを全回復させ、残機が一つ増えるアイテムとして登場。
『8』と『10』にも登場する。

## 登場キャラクター

### メインキャラクター
各キャラクターの詳細はロックマンシリーズ#登場キャラクターを参照。
DRN.001 ロックマン（Rockman）

DRN.002 ロール（Roll）
エンディングでのみ登場。本作の時点で名前なども未出だった。

Dr.ライト（Dr. Right）
ロール同様、エンディングでのみ登場。PlayStation版のナビモードでは、ステージ各所で攻略のヒントを伝えてくれる。

Dr.ワイリー（Dr. Wily）

### ボスキャラクター
DRN.003 カットマン（Cutman）
長所：頭が良くキレる / 短所：話を聞かない / 好き：切り絵 / 嫌い：ジャンケン
元々は森林伐採用のロボットでロックの弟的存在。頭部に装着している特殊武器「ローリングカッター」は合金のセラミカルチタン製で、切れ味抜群。身軽な上に、雨風に強い。その引き換えに衝撃に弱くなってしまった。
この作品以外にも多数登場する（SS版『ロックマン8』、『ロックマンX8』他）。

DRN.004 ガッツマン（Gutsman）
長所：情が深い / 短所：気が短い / 好き：カラオケ / 嫌い：理屈
元々は土木作業用のロボットで、ボンバーマンとともに土地の開拓などで力を発揮していた。性格は短気で、理屈が嫌い。両腕の「スーパーアーム」は、2tの岩も持ち上げる。体が特殊合金でできている。ライトナンバーズの中では一番頑丈。
汎用性が高く、『ロックマン2』ではガッツタンク、『ロックマン7』ではガッツマンGなど、シリーズ中何度も改造体が登場する。また、『ロックマン5』のストーンマンと仲が良く、ときどきオイルを飲みに行くらしい。

DRN.005 アイスマン（Iceman）
長所：目立ちたがり屋 / 短所：わがまま / 好き：雪合戦 / 嫌い：サウナ
元々は南極大陸探査のために造られた寒冷地作業用のロボット。冷凍倉庫内の荷物運搬などにも力を発揮する。口から零下200℃の「アイススラッシャー」を吐いて、何でも凍らせる。ファイヤーマンとは仲が悪いらしい。

DRN.006 ボンバーマン（Bomberman）
長所：派手好き / 短所：物を大事にしない / 好き：ボーリング / 嫌い：ライター、マッチ
元々は岩盤破壊用のロボット。ガッツマンと同様開拓作業などで活躍していた。不要建造物破壊用の巨大爆弾「ハイパーボム」をどこからともなく取り出し、次々と投げつけてくる。
ステージセレクト画面と日本国外版では「ボムマン（Bombman）」と表記されている。

DRN.007 ファイヤーマン（Fireman）
長所：情熱的/ 短所：怒りっぽい / 好き：キャンプ / 嫌い：雨降り
元々は廃棄物処理場の作業ロボット。特殊武器「ファイヤーストーム」により7000 - 8000℃の炎を自由に操ることができる。性格は短気。

DRN.008 エレキマン（Elecman）
長所：使命感が強い / 短所：捻くれ者 / 好き：ギター弾き語り / 嫌い：ゴム製品
元々は原子力エネルギー電圧制御をしていたロボット。重要な仕事を確実にこなすだけの、鋭い判断力と素早い動きを兼ね備えている。両手から放つ「サンダービーム」が特殊武器。
『ロックマン10』では、過去のシリーズに登場したボスロボットたちの能力をコピーしたボス「ウェポンアーカイブ」の『1』のボス代表として選ばれている。
『大乱闘スマッシュブラザーズ for Nintendo 3DS/Wii U』ではアシストフィギュアとして登場し、原作同様に「サンダービーム」を使用する。

#### その他のボスキャラクター
以下のボスは、ワイリーステージに登場。
イエローデビル（Yellow Devil）
ライトの開発した「形状記憶パーツシステム」を用いて製作されたロボット。その特性を利用し、本体を計19個のブロック状パーツに変換して分裂、合体させることができる。核となる目は遠距離への攻撃手段であり、そして弱点でもある。また戦闘用である人型になると移動できなくなる。
後のシリーズ作品に様々な派生型が登場している（『ロックマン3』、『ロックマンX5』など）。
『大乱闘スマッシュブラザーズ for Nintendo 3DS/Wii U』では、ロックマンシリーズからのステージ『ワイリー基地』特有のキャラとして登場する。このイエローデビルは本作に登場する型で、分裂して移動した後、ステージにいるファイターを球状のビームで攻撃してくる。しかし、本作同様に弱点の目玉を攻撃するとダメージを与えられ、倒すと大爆発する。この爆発はイエローデビルに止めを刺したファイターの攻撃になり、他のファイターは爆発でダメージを受ける。また、分裂して移動するパーツにも攻撃判定があるうえにパーツの移動速度が速いため、原作に比べて回避が難しい。ちなみに、出現してから一定時間経つと、画面外へ消えていく。

コピーロボット（Copy Robot）
3次元コピーシステムによって生み出された、ロックマンのコピー。ロックマンが武器をチェンジするとコピーも同じ武器にチェンジし、その攻撃力は2～4倍に相当する。しかし、電子頭脳の奥深くまでは正確に写し取れなかったらしい。

CWU-01P
元々は海水の水質調査用に開発されたロボット。異物を排除するようにプログラムされていて、水を綺麗にする。本体の周りを大きな泡で包み込むことで、水に濡れないようになっている。7体存在し、倒すごとにより移動スピードの高いものが出現する。

ワイリーマシン1号（Wily Machine 1）
本作の最終ボス。次々とワイリーのロボットを倒してきたロックマンに慌てたワイリーが対ロックマン用兵器として急遽製作した戦闘メカ。ワイリーが移動などに使用していた円盤型の乗り物が機体上部に合体している。
急造兵器であるため内部機構が剥き出しになっており見てくれは悪いが、防御用シールドや、非常用装置として攻撃力が上昇するシステムを搭載しているなど、戦闘能力は高い。
本作の時点で「ワイリー本人がワイリーマシンに搭乗する」「第一形態を倒すとコックピットが露出した第二形態に移行する」「最終的にワイリーが飛び出て土下座をする」など、ほとんどの作品に該当するお約束が出来上がっている。

## 移植版
| No. | タイトル                                              | 発売日                                      | 対応機種                                                   | 開発元          | 発売元   | メディア                              | 型式               | 備考                                                 |
| --- | ----------------------------------------------------- | ------------------------------------------- | ---------------------------------------------------------- | --------------- | -------- | ------------------------------------- | ------------------ | ---------------------------------------------------- |
| 1   | ロックマンメガワールド Mega Man: The Wily Wars        | 1994年10月21日 1994年12月31日 1995年4月3日  | メガドライブ                                               | カプコン        | カプコン | 16メガビットロムカセット              | T-12053 T-12046-50 |                                                      |
| 2   | ロックマンコンプリートワークス                        | 1999年8月5日                                | PlayStation                                                | インテック      | カプコン | CD-ROM                                | SLPS-02220         |                                                      |
| 3   | ロックマン                                            | 2003年1月16日                               | mova504i専用 （iアプリ）                                   | カプコン        | カプコン | ダウンロード （カプコンパーティ）     | -                  |                                                      |
| 4   | ロックマンコンプリートワークス PS one books           | 2003年4月24日                               | PlayStation                                                | インテック      | カプコン | CD-ROM                                | SLPM-87250         | 廉価版                                               |
| 5   | ロックマン                                            | 2004年5月1日 2004年9月20日                  | QVGA機種 （EZアプリ）                                      | カプコン        | カプコン | ダウンロード （クラブ☆カプコン）      | -                  | BREW対応版は12月1日に配信                            |
| 6   | Mega Man Anniversary Collection                       | 2004年6月23日                               | PlayStation 2 ニンテンドー ゲームキューブ                  | Atomic Planet   | カプコン | DVD-ROM 8センチ光ディスク             | -                  | 他シリーズの9作品との合同収録作。PlayStation版を収録 |
| 7   | Mega Man Anniversary Collection                       | 2005年3月15日                               | Xbox                                                       | Atomic Planet   | カプコン | DVD-ROM                               | -                  | 他シリーズの9作品との合同収録作。PlayStation版を収録 |
| 8   | ロックマンロックマン                                  | 2006年3月2日 2006年3月14日 2006年3月24日    | PlayStation Portable                                       | カプコン        | カプコン | UMD                                   | ULJM-05044         | リメイク作品                                         |
| 9   | カプコンゲームブックス ロックマンコンプリートワークス | 2007年3月28日                               | PlayStation                                                | インテック      | カプコン | CD-ROM                                | SLPM-87409         | 画集付                                               |
| 10  | ロックマン完全版                                      | 2007年6月4日                                | FOMA900iシリーズ （iアプリ）                               | カプコン        | カプコン | ダウンロード （カプコンパーティ）     | -                  |                                                      |
| 11  | ロックマン                                            | 2007年6月22日 2008年7月29日 2008年8月18日   | Wii                                                        | カプコン        | カプコン | ダウンロード （バーチャルコンソール） | -                  |                                                      |
| 12  | ロックマン完全版                                      | 2008年4月1日                                | SoftBank 3G対応機種 （S!アプリ）                           | カプコン        | カプコン | ダウンロード                          | -                  |                                                      |
| 13  | ロックマン完全版                                      | 2008年4月3日                                | BREW3.1対応機種 （EZアプリ）                               | カプコン        | カプコン | ダウンロード （とりきり★カプコン）    | -                  |                                                      |
| 14  | ロックマン                                            | 2009年8月12日                               | PlayStation 3 PlayStation Portable （PlayStation Network） | インテック      | カプコン | ダウンロード （ゲームアーカイブス）   | -                  | PlayStation版の移植                                  |
| 15  | ロックマン                                            | 2012年7月18日 2012年10月18日 2012年12月27日 | ニンテンドー3DS                                            | カプコン        | カプコン | ダウンロード （バーチャルコンソール） | -                  |                                                      |
| 16  | ロックマン                                            | 2013年5月2日 2013年6月12日                  | Wii U                                                      | カプコン        | カプコン | ダウンロード （バーチャルコンソール） | -                  |                                                      |
| 17  | ロックマン クラシックス コレクション                  | 2015年8月25日 2016年5月26日                 | PlayStation 4 Xbox One Steam                               | Digital Eclipse | カプコン | ダウンロード                          | -                  | 他シリーズの5作品との合同収録作                      |
| 18  | ロックマン クラシックス コレクション                  | INT 2016年2月23日                           | PlayStation 4 Xbox One ニンテンドー3DS                     | Digital Eclipse | カプコン | DVD-ROM 3DSカード                     | -                  | 他シリーズの5作品との合同収録作                      |
| 19  | ロックマン クラシックス コレクション                  | INT 2018年5月24日                           | Nintendo Switch                                            | Digital Eclipse | カプコン | ゲームカード ダウンロード             | -                  | 他シリーズの5作品との合同収録作                      |

メガドライブ版
- 『ロックマンメガワールド』
『ロックマン2』『ロックマン3』とのカップリング移植。詳細はリンク先を参照。

PlayStation版
FC版をそのまま移植し、そこに様々な要素を追加したもの。以降『6』まで同様の移植作品が「ROCKMAN COMPLETE WORKS（ロックマンコンプリートワークス）」と称され、約1ヵ月毎に発売されている。
FC版をそのまま再現したモード（オリジナルモード）以外の要素は以下の通り。
ナビモード
ステージ中で攻略のヒントが見られるモード。オリジナルモードとの違いは以下の通り。
- ステージ中、画面左下に“!”マークが表示される箇所でセレクトボタンを押すと、その場面を攻略するためのヒントを聞くことができる。
- ステージの特定個所で、次に進むべき方向がサポートキャラクター（エディーやビート）によって示される。
- ライフエネルギーや武器エネルギーのゲージ、武器選択画面のデザインが新しくなっている。
- ナビモード開始時に特定のコマンド入力を行うことで、一部のBGMがアレンジ版のものとなる。なお、ワイリーステージ1・2のみ、原曲と異なる曲（ロックマン・ザ・パワーバトルのイエローデビル戦）になる。
- PocketStationで攻撃力やライフエネルギー量を強化させたロックマンやボスキャラクターを登場させられる（詳細は後述）。

オプション
難易度・ゲームスピードの調整、FC版同様の画面のちらつきの有無などの設定が可能。
データベース
ゲーム中に出会った敵のグラフィック（一部はキャラクターイラスト）と簡単な紹介文が閲覧できる。他にも特定の条件を満たすことで描きおろしのイラストも閲覧できる。
また、PocketStationとのロックマンおよびボスキャラクターのデータのやり取りもこのモードで行う。
PocketStation
PocketStationにデータをダウンロードすることで、ナビモード中のロックマンもしくはボスキャラクターの強化や、専用のミニゲームができる『ポケロク』を遊ぶことができる。
ボスアタック
特定の条件を満たすことで遊べるゲームモード。作中に登場したボスキャラクターと連戦し、その時間を競う。
また、オリジナルモードもFC版そのままではなく、以下の要素が追加されている（ナビモードにも共通）。
- ステージセレクト画面で、ゲームの進行度を8つまでセーブすることができる。
- ショットのオート連射や、『7』や『8』などに存在する「武器選択画面を開かずに特殊武器を切り替える操作」を行うことができる。

後により廉価なPS one books版、攻略本とセットになった“カプコンゲームブックス”版（書籍扱い ISBN 978-4-86233-113-7）も発売。
現在はPlayStation Storeのゲームアーカイブスでも配信されている（PlayStation Vita のみ PocketStation にも対応）。
北米圏でのみ発売された『Mega Man Anniversary Collection』に収録されている本作もこのPlayStation版だが、単独で発売されたものと比較すると、ナビモードではデフォルトでアレンジ版のBGMが流れるという違いがある（これは『3』まで同様）。
携帯アプリ版
『ロックマン』
初代ロックマンシリーズ初の携帯アプリ移植作品。当時の携帯端末の性能に合わせて調整が行われている。FC版からの変更点は以下の通り。
各ステージ構成の変更
8画面分程度に短縮・再構成されたステージを1画面ずつ切り替えて進める形になっている。又、多くの敵の耐久力が減少しており、配置されなくなった敵も存在する。これにより、難易度はやや低くなっている。
特殊武器の仕様変更
- ハイパーボムを敵に直接当てると、爆発せずそのままダメージを与えることができる。地面に落ちると即座に爆発するが、攻撃判定は爆発の中心部にしか無く、爆風でダメージを与えることができない。
- スーパーアームは周りに特定の岩やブロックが無くても、小さな岩石を投げて攻撃することができるようになっている。ダメージはブロックよりも低い。
- マグネットビームはボタンを押す長さに関係なく長さは常に一定となる。また入手できるステージが変更されている。

ワイリーステージの変更
1面のみとなっており、選択ステージのボス、およびFC版の各ワイリーステージのボス全てと連戦する構成に変更されている。ボスを1体撃破する度に、ライフエネルギー小・大、武器エネルギー小・大の4種類いずれかがランダムで4つ出現する。
なお、下記の完全版の配信開始に伴い、現在はダウンロードリスト上の名称がロックマン Liteに変更されている（タイトル画面などは『ロックマン』のまま）。
『ロックマン完全版』
難易度がある程度調整されていたり、細かい部分が多少異なるが、FC版のほぼ完全な移植作品である。おまけ要素として、一度オールクリアをすることでプレイヤーキャラクターとしてロールが使用できるようになる。ロックマンとロールはゲーム進行度を共有しており、タイトル画面かステージセレクト画面で任意にキャラクターの切り替えが可能。ロールを使用すると背景色が青から赤に、タイトル画面のロックマンがロールに変わり、ステージセレクト画面のBGMがテーマ曲の「風よ伝えて」に変更される。ロールの性能は以下の通り。
マグネットビームも含めて、特殊武器を使えない。
ロールでボスを倒したとしても、特殊武器を使えるのはロックマンのみである。
武器エネルギーを消費して、敵を貫通するチャージショットを撃てる。
これを使い、ロックマンがスーパーアームで持ち上げることのできるブロックを破壊可能。但し、『ロックマン4』以降のチャージショットと違い、チャージから発射までがオートで行われるため、動いている敵に当てるのが難しい。
バーチャルコンソール版
目の負担を軽減するため、FC版に比べて画面の輝度が抑えられている。
PlayStation Portable版
- 『ロックマンロックマン』
PSPでのリメイク作品。詳細はリンク先を参照。

PlayStation 4、Xbox One、Steam、ニンテンドー3DS、Nintendo Switch版
- 『ロックマン クラシックス コレクション』 
『ロックマン』から『ロックマン6』までを収録したコレクションソフト。詳細はリンク先を参照。

## 開発
- タイトルは発売前まで複数回変更されており、企画・開発段階では『バトルキッド』や『レインボー戦士ミラクルキッド』などの案もあり、ゲーム雑誌などへ画面写真などを含む販売予告掲載時には武器に合わせてボディ色が変化することを強調した『ザ・バトルレインボー ロックマン[24]』という名称で発表されたが、最終的には『ロックマン』というシンプルな案に落ち着いた。
- 企画段階ではオリジナルキャラクターを用いていたが、開発途中にオリジナルだと弱いという意見があり、『鉄腕アトム』の版権を購入し、アトムのゲームとして売り出す計画が一時期あった[25]。なおコミカライズは手塚治虫のアシスタントを務めていた池原しげとが担当しており、6作目までは鉄腕アトムに近い絵柄であった。
- キャラクターデザイン担当の稲船敬二の証言では、開発中の難易度は製品版よりも高かったが営業にダメ出しされ、『魔界村』（1985年）を基準にして難易度を下げたという[26]。
- 本作のみ最初のボスは6体であるが、本来はこの作品から8体にする予定であった。しかし、容量が足りずに止む無く2体減らすこととなったという。そのうちの1体は「ボンドマン」といい、特殊武器は強力な接着剤によりロックマンの動きを止めるというものであった。そしてもう1体はその時点で完成しておらず、名前すら決まっていないままお蔵入りになったという[27]。なお、リメイクの『ロックマンロックマン』に追加された2体のボスキャラクターは、この2体とはまた別のものである。
- 本作はアーケードゲームとしての企画から始まり、その後ディスクシステム用のゲームとして開発することになったが、スケジュールの都合で急遽ロムカセットで発売されることとなった。最初のステージ選択はアーケードゲーム企画時の稼働率対策（あるステージで詰まっても他ステージへ挑戦できることで客離れを防ぐ）、ボスの部屋の前にあるシャッター付きの通路はディスクシステム版開発時の技術的な対応（通過中にボスキャラのデータをディスクから読み込む）の名残である[26]が、そういった対応が必要なくなった以降の作品でも、これらの要素は最新作まで踏襲されている。また、後にアーケードゲームとしては『ロックマン・ザ・パワーバトル』（1995年）が制作されている。
- 本作の時点では、初期装備の通常弾（ロックバスター）にはまだ名前がついておらず、また発売当時のチラシでは、特殊武器は「スペシャルアーマー」と表記されていた[28]。
- 日本国外版のパッケージイラストは、アメコミ調の全く別の絵柄で描かれている[29]。後の『ストリートファイター X 鉄拳』（2012年）では、アメリカ版のパッケージイラストを元にした「メガマン」がPlayStationプラットフォーム限定で参戦している。

## スタッフ
- 企画・ゲームデザイン：A.K（北村玲）
- キャラクター・デザイン：YASUKICHI（岸本泰明）、TOM PON（富田直哉）、INAFKING（稲船敬二）、A.K（北村玲）
- プログラマー：H.M.D.（松嶋延幸）
- サウンド・プログラマー：CHANCHACORIN MANAMI（松前真奈美）、YUUKICHAN'S PAPA（坂口由洋）
- プロデューサー：西山隆志

## 評価
ゲーム誌『ファミコン通信』の「クロスレビュー」では合計24点（満40点）、『ファミリーコンピュータMagazine』の読者投票による「ゲーム通信簿」での評価は以下の通り22.60点（満30点）となっている。同誌1991年5月10日号特別付録の「ファミコンロムカセット オールカタログ」では、同社のアーケードゲーム『魔界村』（1985年）を近未来風にした作品と例えた上で、難易度の高さについて「その難しさは天下一品だ。難しいとはいえ何度も挑戦していくうちに上達していくので安心」と肯定的に評価した。また、どの武器がどのボスに有効であるかという属性の設定に関して肯定的に評価した。
| 項目 | キャラクタ | 音楽 | 操作性 | 熱中度 | お買得度 | オリジナリティ | 総合  |
| 得点 | 4.16       | 3.67 | 3.63   | 3.90   | 3.61     | 3.63           | 22.60 |